# Nicolai Brorson
Nicolai (eller Niels) Brorson, född 23 juli 1690 i Randerup, död 30 mars 1757, var en dansk präst, äldre bror till biskopen i Ålborg Broder Brorson och till biskopen i Ribe Hans Adolf Brorson.
Brorson var kyrkoherde i Nikolaj Kirke i Köpenhamn från 1738. Han var psalmförfattare, representerad i danska Psalmebog for Kirke og Hjem med den onumrerade 676:e texten till "Amen raabe hver en Tunge".

## Psalmer
- Amen sjunge var tunga! (1742) (nr 344 i Svensk söndagsskolsångbok 1908, nr 779 i Svenska Missionsförbundets sångbok 1920, nr 800 i Lova Herren 1988). Översatt av Lina Sandell (1871). Finns på Wikisource.